# Clan Fraser
Il clan Fraser è un clan scozzese dei Lowlands scozzesi. Non deve essere confuso con il clan Fraser di Lovat che è un clan scozzese separato delle Highlands scozzesi (sebbene con una discendenza comune). Entrambi i clan hanno il proprio capo separato, entrambi ufficialmente riconosciuti dal consiglio permanente dei capi scozzesi.

## Storia
Non vi sono fonti certe sull'origine del cognome Fraser ma s'ipotizza che derivi dall'anglo-normanno  fraser o fresere che significa "pianta di fragole", oppure fresel che significa "fragola". Non è un caso che sullo stemma del clan ci sia una pianta di fragole. Per quanto riguarda l'origine geografica è stato ipotizzato La Frezelière, un piccolo villaggio vicino a Loigné-sur-Mayenne, probabilmente per la similitudine nei nomi, ma per il momento non vi sono prove concrete.

## Tartan

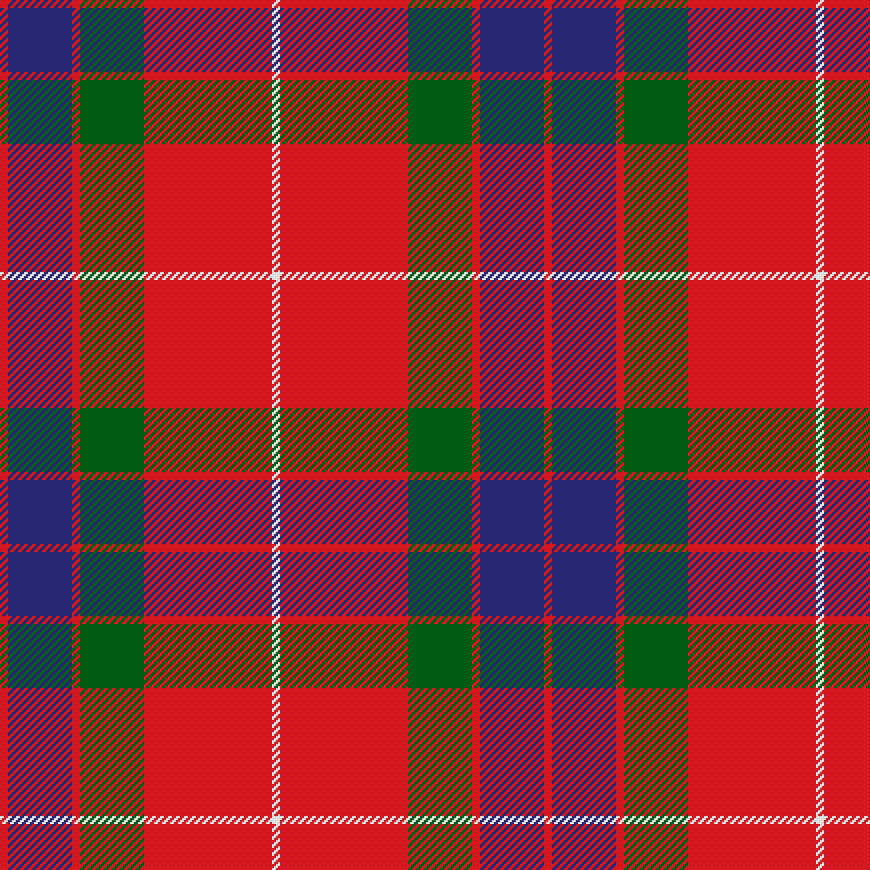
Clan Fraser Tartan

Il tartan dei Fraser, quel particolare disegno utilizzato dagli scozzesi sui tessuti in lana per identificare l'appartenenza a un determinato clan, ha uno sfondo rosso, delimitato da sottili linee bianche, intervallate da larghe linee verde chiaro e blu.  